# かす
かす（滓、糟、粕、残渣）は、原料となる液体や固体などから目的の成分を取り除いた後に残る不純物やあまりの部分。絞り残りなど。転じて、良い部分を取り去って後に残った不用の部分。劣等なもの。つまらぬもの。

## 食品
- 酒粕 - 日本酒を濾過した「かす」。粕汁の材料や甘酒・粕取焼酎の原料として用いられるほか、漬物（粕漬け）の漬け床などに使用することもある。
- おから - 大豆から豆乳を搾った「かす」。調理して食用にすることもある（卯の花）。
- 大豆粕 - 大豆から大豆油を絞った「かす」。醤油の原料や飼料に用いられる。
- 糠 - 穀物の精白過程で出た残り「かす」。米の糠は糠漬けに利用するほか、あく抜きに利用される。また、油脂を抽出してこめ油を採ることもできる。
- 天かす - 天ぷらを揚げたあとの揚げ「かす」。食品に混ぜるなど、食用とすることもある（揚げ玉）。
- 油かす
  - 油粕 - 菜種から油を搾ったあとの残り「かす」。発酵させて有機肥料として使用する。
  - 油かす (食品) - 肉の脂身部分から油脂を取り出した残り「かす」。煮込んで食用にする。
- ポマース -  ワインの醸造に用いた葡萄の搾りかす、オリーブオイルを絞ったあとのオリーブの実など。葡萄のポマースを再発酵させて蒸留した酒として、グラッパやチャチャ、ラキヤ、ツィプーロ（英語版）、マールなどがある。
- バガス - サトウキビから砂糖の原料となる糖蜜を搾ったあとにできるかす。紙などの原料になる。
- ビール粕 - 糖化後濾過・遠心分離・スパージングで麦汁を分離後に残った大麦麦芽とホップの「かす」。主に牛の飼料として使われる。

## その他
- かす (YouTuber) - 日本の女性YouTuber
- カス札 - 花札の1点（または0点）札。